# 埃加爾斯·什克萊
埃加爾斯·什克萊（1992年12月4日—），拉脫維亞籃球運動員，現在效力於拉脫維亞球隊BK Valmiera。他也代表拉脫維亞國家男子籃球隊參賽。